# Jerónimo de Holguín
Jerónimo de Holguín fue un militar español que participó en la conquista y colonización del actual territorio del Noroeste Argentino a mediados del siglo XVI.
En septiembre de 1565, formó parte de la expedición ordenada por Lope García de Castro y encabezada por Martín de Almendras, que tenía por objetivo deponer al entonces gobernador del Tucumán, Francisco de Aguirre. Sin embargo, durante el camino fueron atacados por indígenas y Almendras resultó muerto en el combate. Al mando del maestre de campo Jerónimo de Alanís, llegaron a Santiago del Estero, donde estuvieron cincuenta días.
En junio de 1566, Holguín acompañó a Aguirre en una expedición hacia comechingones junto con los hombres que habían llegado con Alanís. Cuando arribaron a un paraje a 63 leguas al sur de Santiago del Estero, Holguín encabezó una sublevación contra el gobernador Aguirre. Al mando de sesenta hombres y secundado por Juan de Berzocana y Diego de Heredia, tomaron allí prisioneros a Aguirre, a su hijo Hernando, a un mestizo y a su yerno Francisco de Godoy. Alegaron tener la orden del presidente de la Real Audiencia de Charcas, Pedro Ramírez de Quiñones, para proceder de esa manera. Sin embargo después dijeron que era por orden de la Inquisición. Aguirre y los demás prisioneros fueron enviados a Santiago de Estero, donde fueron acusados de herejía y de atentar contra la religión católica. Allí fueron enjuiciados por el clérigo Julián Martínez, en representación de la Inquisición. De esta manera, Holguín y sus seguidores establecieron un nuevo gobierno de facto en Santiago del Estero. Los rebeldes produjeron toda clase de desmanes, asesinaron y robaron todos los bienes de Aguirre, de sus hijos, de sus indígenas y de sus parciales. 
Heredia y Berzocana, tomando las ideas de Aguirre, fundaron la ciudad de Cáceres, en honor a la ciudad española de Cáceres, lugar de nacimiento de Holguín. Este asentamiento, ubicado a 45 leguas al norte de Santiago del Estero sobre el margen izquierdo del río Salado, sería el primer precedente de Nuestra Señora de Talavera o Esteco.
Luego de ser procesados, Aguirre y los prisioneros fueron llevados a esa nueva población y posteriormente, en noviembre de 1566, Jerónimo de Holguín los trasladó engrillados hacia Charcas, dejando el mando de la gobernación a Berzocana. Meses más tarde, Gaspar de Medina, aliado de Aguirre, retomó el poder en Santiago del Estero e informó a la Audiencia de Charcas de todo lo acontecido.
Por disposición del nuevo gobernador del Tucumán, Diego Pacheco, Holguín fue trasladado al Perú y allí fue condenado a muerte en 1567.